# مدینا (نیویورک)
مدینه (به انگلیسی: Medina) نام شهری در شمال ایالت نیویورک در آمریکا است.
این شهر در نزدیکی روچستر، نیویورک قرار دارد، و دارای یک کارخانه سوخت اتانول است.